# Janusz Kroszel
Janusz Kroszel (ur. 1 października 1930 w Szamotułach, zm. 4 lipca 2021 w Warszawie) – polski ekonomista, specjalizujący się w finansach, polityce ekonomicznej i społecznej, nauczyciel akademicki związany z Uniwersytetem Opolskim.

## Życiorys
Urodził się w 1930 roku w Szamotułach, gdzie spędził pierwsze lata dzieciństwa. W czasie II wojny światowej trafił wraz z rodziną do niemieckiego więzienia we Wronkach. Następnie przebywał na Kielecczyźnie. Po zakończeniu wojny wrócił do rodzinnych Szamotuł, gdzie ukończył liceum ogólnokształcące z wyróżnieniem. Podjął studia na Akademii Handlowej w Poznaniu, gdzie uzyskał tytuł magistra w 1954 roku pisząc pracę pod kierunkiem prof Janusza Wierzbickiego.
W 1955 roku został skierowany do pracy w Wojewódzkiej Komisji Planowania Gospodarczego (WKPG) w Opolu. Zorganizował tutaj Wojewódzką Pracownię Planów regionalnych, Radę Naukowo-Ekonomiczną przy WKPG, opolski oddział Polskiego Towarzystwa Ekonomicznego. W latach 1973–1980 pełnił stanowisko prorektora ds organizacji i dydaktycznych opolskiej Wyższej Szkoły Pedagogicznej. W tym czasie zorganizował na uczelni kierunki ekonomiczne, powołując w 1975 roku Instytut Nauk Ekonomicznych WSP, którego był pierwszym dyrektorem. W 1980 roku uzyskał tytuł profesora zwyczajnego. W latach 1982–1995 był dyrektorem Instytutu Śląskiego w Opolu. Był jednym z organizatorów Wyższej Szkoły Zarządzania i Marketingu we Wrocławiu, której był pierwszym rektorem w latach 1995-2000. Ponadto wykładał na Wydziale Zarządzania Politechniki Częstochowskiej.

## Wybrane publikacje
- Infrastruktura społeczna w teorii i praktyce gospodarki socjalistycznej.
- Przestrzenne związki między infrastrukturą społeczną i sektorem gospodarczym.
- Rozmieszczenie infrastruktury społecznej.